# Campeonato Nacional de Rodeo de 1961
El Campeonato Nacional de Rodeo de 1961 fue la decimotercera versión del Campeonato Nacional de Rodeo, que es el campeonato más importante del rodeo chileno, deporte nacional de Chile. Se disputó por segunda vez consecutiva vez en Maipú, Región Metropolitana de Santiago, los días 18, 19 y 20 de marzo de 1961 y los campeones fueron Avelino Mora y Miguel Lamoliatte, jinetes de la Asociación Temuco, quienes montaron a "Aceitaíta" y "Pluma" y realizaron 17 puntos buenos.
Este fue el segundo título para Abelino Mora, mientras que para Miguel Lamoliatte fue el primero. Posteriormente ganarían juntos un campeonato más.
Los segundos campeones fueron Arturo Ríos y Manuel Bustamante en "Pichanguero" y "Ambicionero" con 16 puntos, mientras que los terceros fueron Rodolfo Bustos y Segundo Zúñiga en "Por si Acaso" y "Broche" con 12 puntos.

## Resultados

### Serie de campeones
| Cuarto Animal 1961 | Cuarto Animal 1961               | Cuarto Animal 1961            | Cuarto Animal 1961 |
| ------------------ | -------------------------------- | ----------------------------- | ------------------ |
| Lugar              | Jinetes                          | Caballos                      | Puntaje            |
| 1º                 | Abelino Mora y Miguel Lamoliatte | "Aceitaíta" y "Pluma"         | 17                 |
| 2º                 | Arturo Ríos y Manuel Bustamante  | "Pichanguero" y "Ambicionero" | 16                 |
| 3º                 | Rodolfo Bustos y Segundo Zúñiga  | "Por si Acaso" y "Broche"     | 12                 |
| 4º                 | Francisco Romo y Sergio Romo     | "Junquillo" y "Tripleta"      | 12                 |
| 5º                 | Conrado Zaror                    | "Tabacazo" y "Cervecero"      | 8                  |

## Cuadro de honor temporada 1960-1961

### Jinetes
- 1.º Segundo Zúñiga[5]
- 2.º Ramón Álvarez
- 3.º Abelino Mora
- 4.º Tito Villegas
- 5.º Ruperto Valderrama
- 6.º Mario Molina
- 7.º Manuel Bustamante
- 8.º Mario Molina
- 9.º Sergio Parada
- 10.º José Manuel Aguirre

### Potros
- 1.º Pichanguero
- 2.º Por Siacaso
- 3.º Tonel
- 4.º Campesino
- 5.º Reparo
- 6.º Tabacazo
- 7.º Batelero
- 8.º Picunto
- 9.º Quilacon II
- 10.º Descariñado